# Henri Garnier (ecclésiastique)
 (décembre 2010).
- Si vous ne connaissez pas le sujet, laissez ce bandeau (vous pouvez alors contacter les auteurs).
- Si vous supprimez le contenu mis en cause (vous pouvez préalablement contacter les auteurs),

argumentez précisément cette suppression dans la page de discussion
(un manque de référence n'est pas un argument ; une recherche réelle de référence doit avoir été effectuée, être formellement documentée).
 (décembre 2010).
Pour les articles homonymes, voir Henri Garnier et Garnier.
Jean-Baptiste-Henry Garnier, dit Henri Garnier, né le (23 janvier 1883 à Viévigne et mort le 5 septembre 1965 à Porrentruy en Suisse), était un ecclésiastique français, missionnaire en Chine.

## Biographie
Sa famille, en 1892, part s'installer à Dijon. Henri Garnier fréquente les écoles Saint-Bénigne et du Petit-Potet avant d'entrer au séminaire de Plombières-lès-Dijon à l'âge de 12 ans. Bon latiniste, il est bachelier à 17 ans et entre au Grand séminaire de Dijon.

## Missionnaire en Chine
En 1900, il est remarqué par Mgr Favier, lors d'une visite à Dijon, et le 20 avril 1902, il quitte la France pour rejoindre quarante jours plus tard l'ensemble épiscopal du Pé-Tang à Pékin. Il doit parachever ses études théologiques au Pé-Tang en même temps qu'assimiler la langue locale. Le 3 septembre 1905, il est ordonné prêtre. Il enseigne ensuite la philosophie aux séminaristes, et rédige un opuscule latin afin de leur en faciliter l'étude. Il est finalement nommé missionnaire apostolique le 26 avril 1906. Bien que destiné à œuvrer parmi les Lazaristes, il conservera le statut séculier. 
En octobre 1906, le Père Garnier est vicaire à Tong Lu, à 170 km au sud de Pékin, ville facilement accessible grâce au chemin de fer. La population est dense et de christianisation récente (1880) mais les Boxers y ont laissé de mauvais souvenirs.
La rencontre avec le Père Vincent Lebbe sera le catalyseur d'une prise de position aboutissant à la rédaction de l'ouvrage le Christ en Chine puis au rappel en Europe du Père Garnier. Cet ouvrage s'en prenait au Père Lebbe et aux dispositions romaines en faveur d'une Église autochtone. Dans un premier temps, le ministre des Affaires Étrangères chinoises ne souhaite plus traiter des missionnaires avec les diplomates étrangers mais avec l'autorité pontificale. Parallèlement, la France négocie une convention avec le gouvernement de Chang Kaï-Chek, alors que le Saint-Siège se rapproche de l'Italie. 
Vincent Lebbe, de nationalité Belge, et son ami Antoine Cotta (1872-1957) qu'il avait rencontré au séminaire lazariste à Paris militent pour que la hiérarchie catholique, alors venue de l'étranger et dépendante des puissances étrangères, devienne véritablement chinoise. Ils reprennent les principes que leur confrère Joseph Gabet avait publiés en 1848, et qui avaient alors été condamnés. En 1916, ils s'opposent à l'annexion par le consulat de France d'un terrain à la lisière de la concession française, à la demande des autorités de l'Église, pour bâtir la cathédrale. À la demande des autorités françaises, Vincent Lebbe est muté hors de Tientsin (Tianjin) puis est, à son tour, rappelé en Europe. Il plaide sa cause, se valorise par des discours et publications dans lesquels la réalité trop enjolivée et quelques affabulations vont émouvoir ses auditeurs et lecteurs. Il trouve une écoute au Saint-Siège, ainsi il pourra repartir en Chine.
Depuis sa retraite forcée à Réclère, en Suisse, Henry Garnier, devenu curé, n'aura de cesse de dénoncer, de se justifier et donner un sens à sa mission.

## Œuvres
- Henri Garnier, Chez les paysans du nord de la Chine, souvenirs de mission, Pékin, Imprimerie des lazaristes, 1920
- J. B. H. Garnier, Le Christ en Chine, R. Picart, éditeur, 1928
- Henri Garnier, Drame en Pays Jaune, no 17 de la Collection Lavigerie, Namur, 1947
- Henri Garnier, Introduction à la vie réelle du père Lebbe. Première partie, Dijon, Imprimerie Bernigaud et Privat, 1948, 48 p.
- Henri Garnier, Introduction à la vie réelle du père Lebbe. Deuxième partie, Dijon, Imprimerie Bernigaud et Privat, 1948, 43 p.
- Henri Garnier, Les missionnaires de Chine répondent à M. Levaux, Dijon, Imprimerie Bernigaud et Privat, 1948, 43 p.